# Дерсюм
Дерсюм (нід. Deersum, фриз. Dearsum) — село в нідерландській провінції Фрисландія. Входить до муніципалітету Південно-Західна Фрисландія.
Його площа становить 4,45км², а населення станом на 2021 рік складало 115 осіб.

## Галерея

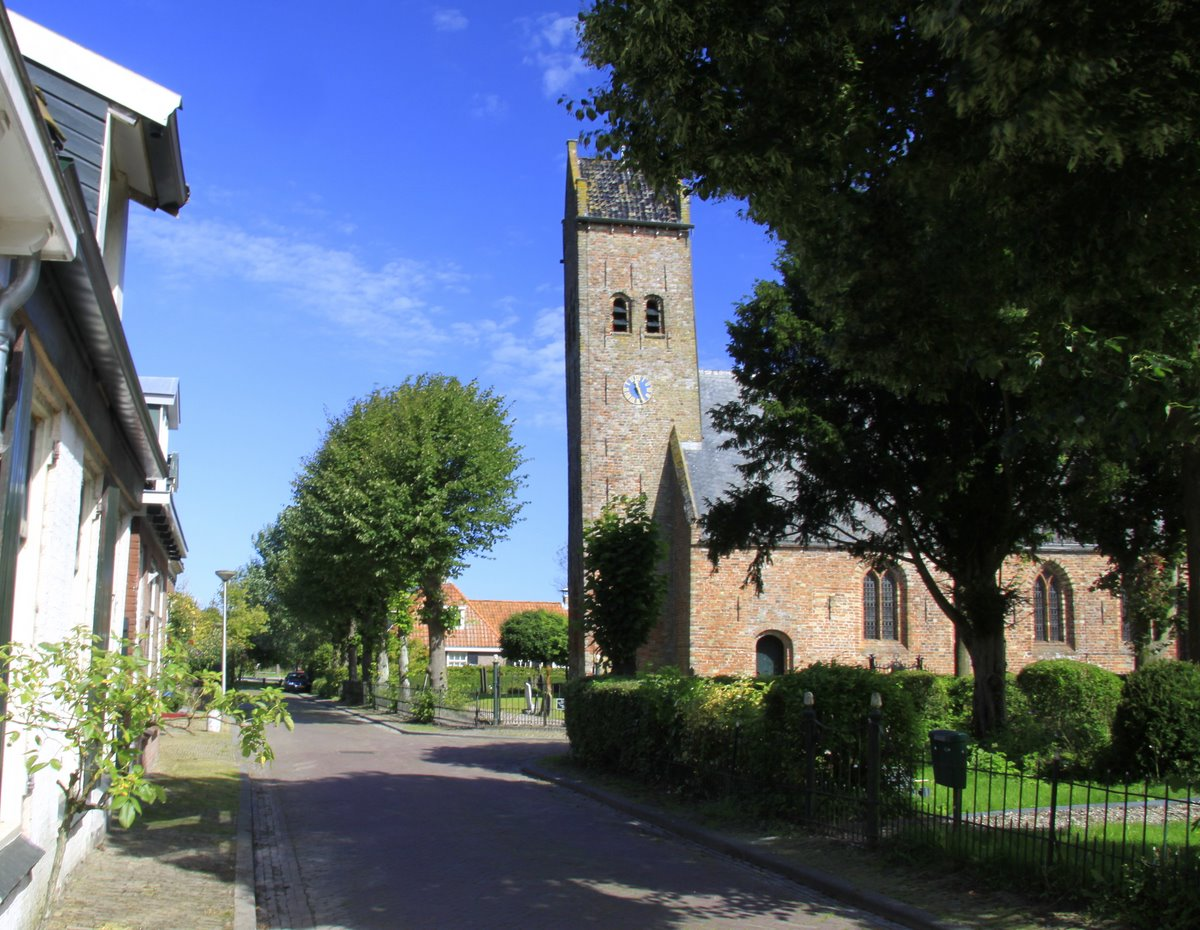
Церква св. Ніколаса
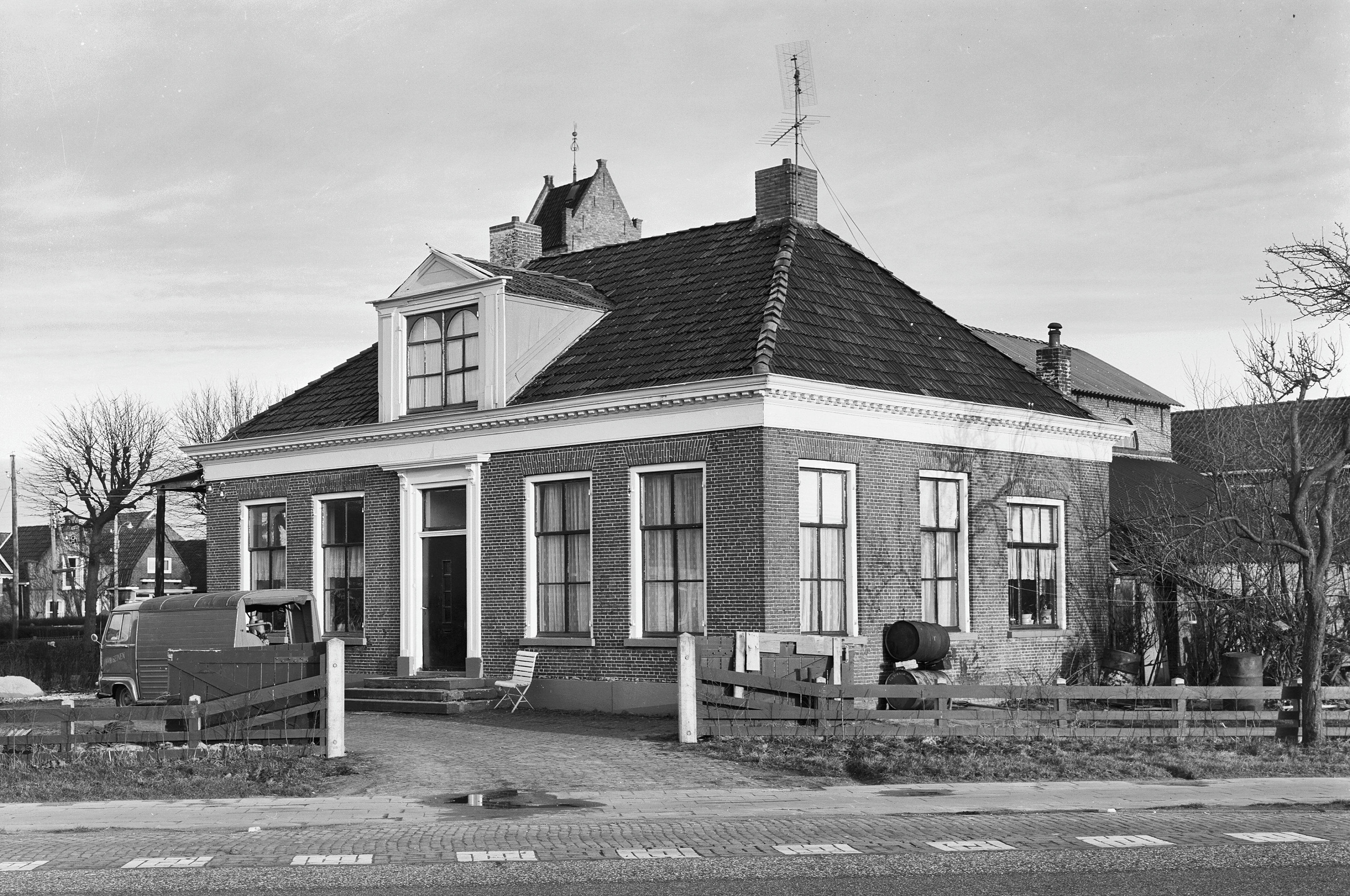
Будинок в Дерсюмі (1968)